# Loxosoma monensis
Loxosoma monensis är en bägardjursart som beskrevs av Willard Webster Eggleston 1965. Loxosoma monensis ingår i släktet Loxosoma och familjen Loxosomatidae. Inga underarter finns listade i Catalogue of Life.